# District d'Innsbruck-Land
Le district d'Innsbruck Land est une subdivision territoriale de l'État du Tyrol en Autriche. Il comporte une frontière commune avec trois autres districts du Tyrol : le district d'Imst à l'Ouest, le district de Schwaz à l'Est et encercle le district d'Innsbruck. Il est frontalier avec l'Italie (frontière commune avec la province autonome de Bolzano) au Sud et l'Allemagne au Nord.

## Géographie

### Relief
Le district se situe dans la vallée de l'Inn, (Oberinntal und Unterinntal), dans le Wipptal (Tyrol du Nord) et ses vallées voisines : (le Stubaital, le Sellraintal, le Gschnitztal et le Wattental). Le plateau du Seefeld appartient également au district.
Le col du Brenner constitue, avec la chaîne principale des Alpes, la frontière du Sud du district. Le district englobe notamment en plus de ces vallées, les Alpes de Stubai au sud-ouest, les Alpes de Tux au sud-est, et au nord le massif du Wetterstein et les Karwendel.

### Lieux administratifs voisins
Positions géographiques relatives des districts autrichiens, de la région italienne et du land allemand voisins :
|                 | Bavière, (Allemagne)                  |                    |
| District d'Imst |                                       | District de Schwaz |
|                 | Province autonome de Bolzano (Italie) |                    |

Le district d'Innsbruck-Land encercle complètement le district d'Innsbruck, non représenté sur ce schéma.

## Économie et infrastructures
Le district d'Innsbruck-Land est une région touristique, connue pour ses stations de sports d'hiver.
De plus, le secteur secondaire de la région est dominé par la société Swarovski. Les activités commerciales artisanales et industrielles sont installées notamment sur les communes de Wattens, Völs, Absam, Hall in Tirol, Kematen in Tirol et Telfs.
Les principaux secteurs d'activité sont la fabrication et le travail du cristal, l'industrie alimentaire, l'optique et le bâtiment.